# 日本熱学
日本熱学（にほんねつがく、英 Nihon Netsugaku Co.Ltd）は静岡県静岡市駿河区にある空調設備工事業者。
1974年5月に倒産した日本熱学工業とは資本・人的ともに無関係。

## 会社概要
- 設立 1985年2月
- 本社 静岡県静岡市駿河区広野3-11-15
- 資本金 2,000万円
- 代表取締役社長 細越大

## 沿革
- 1985年2月に信和サービス東海より独立して創業。電機機器・機械・食品・大学等多岐に亘る顧客に各種設備工事・設計・メンテナンス等を手がけている。静岡県下の空調設備関連の業務はトップクラスのシェアを維持している。フロン回収事業も併営している。